# High School Musical 3: Senior Year (colonna sonora)
"High School Musical 3: Senior Year" è la colonna sonora del film Disney per la televisione omonimo. È uscito in molti paesi il 21 ottobre 2008, mentre in Italia è stato pubblicato il 24 ottobre 2008. Un'edizione con doppio CD è stata pubblicata lo stesso giorno: contiene, oltre al CD con le canzoni, due bonus track e un DVD con contenuti speciali.
La versione digitale delle 12 tracce è uscita ufficialmente il 15 ottobre 2008 in Hong Kong, distribuita da EolAsia.com e da MOOV.com.hk disponibile come download legale. Fu però tolto il giorno dopo da entrambi i siti.

## Tracce
Edizione standard.
| #  | Titolo                                        | Cantante                                                 | Durata |
| -- | --------------------------------------------- | -------------------------------------------------------- | ------ |
| 1  | "Now or Never"                                | Cast                                                     | 4:28   |
| 2  | "Right Here, Right Now"                       | Zac Efron & Vanessa Hudgens                              | 4:10   |
| 3  | "I Want It All"                               | Ashley Tisdale & Lucas Grabeel                           | 4:33   |
| 4  | "Can I Have This Dance"                       | Zac Efron & Vanessa Hudgens                              | 4:07   |
| 5  | "A Night to Remember"                         | Cast                                                     | 3:53   |
| 6  | "Just Wanna Be With You"                      | Lucas Grabeel, Olesya Rulin, Zac Efron & Vanessa Hudgens | 2:40   |
| 7  | "The Boys Are Back"                           | Zac Efron & Corbin Bleu                                  | 3:46   |
| 8  | "Walk Away"                                   | Vanessa Hudgens                                          | 3:50   |
| 9  | "Scream"                                      | Zac Efron                                                | 3:56   |
| 10 | "Senior Year Spring Musical Medley"           | Cast                                                     | 7:44   |
| 11 | "We're All in This Together (Graduation Mix)" | Cast                                                     | 4:16   |
| 12 | "High School Musical"                         | Cast                                                     | 3:53   |
| 13 | "The Boys Are Back (US5 Version)" *           | US5                                                      | 3:32   |

| Senior Year Spring Musical Medley  | Cantanti                                                 |
| ---------------------------------- | -------------------------------------------------------- |
| "Last Chance"                      | Lucas Grabeel & Olesya Rulin                             |
| "Now or Never (Reprise)"           | Matt Prokop, Corbin Bleu e Kaycee Stroh                  |
| "I Want It All (Reprise)"          | Lucas Grabeel                                            |
| "Just Wanna Be With You (Reprise)" | Ashley Tisdale, Matt Prokop, Zac Efron & Vanessa Hudgens |
| "A Night to Remember (Reprise)"    | Ashley Tisdale & Jemma McKenzie-Brown                    |

2-Disc Première Edition/iTunes Bonus Tracks
2-Disc Première Edition Bonus DVD
1. Making Of A Musical: The Recording Studio To The Big Screen
2. "Now Or Never" Music Video
3. Official Movie Trailer

## Singoli
- Now or Never
- I Want It All
- Scream
- Just Getting Started
- A Night to Remember
- Right Here, Right Now
- Can I Have This Dance

### Classifiche
| Classifica(Now or Never)         | Posizione   |
| -------------------------------- | ----------- |
| Hot 100                          | 1           |
| Canadian Hot 100                 | 1           |
| Canadian Hot Digital Singles     | 1           |
| U.S. Billboard Hot 100           | 1           |
| U.S. Billboard Hot Digital Songs | 1           |
| Classifica (I Want It All)       | Posizione 1 |
| Billboard Hot 100 Singles Sales  | 1           |

## Versioni straniere
| Canzone                 | Titolo originale        | Lingua     | Cantante                                                                                        |
| ----------------------- | ----------------------- | ---------- | ----------------------------------------------------------------------------------------------- |
| "Ja i Ty"               | "Right Here, Right Now" | Polacco    | Hania Stach & Łukasz Zagrobelny                                                                 |
| "Just Härt, Just Nu"    | "Right Here, Right Now" | Svedese    | Molly Sandén & Brandur                                                                          |
| "Conceda-Me Esta Dança" | "Can I Have This Dance" | Portoghese | Karol & Moroni (High School Musical: A Seleção)                                                 |
| "The Boys are Back"     | "The Boys are Back"     | Tedesco    | US5                                                                                             |
| "Grido"                 | "Scream"                | Italiano   | Jacopo Sarno                                                                                    |
| "Vivre Ma Vie"          | "Walk Away"             | Francese   | Amel Bent                                                                                       |
| "High School Musical"   | "High School Musical"   | Spagnolo   | Mota                                                                                            |
| "La última Oportunidad" | "Last Chance"           | Spagnolo   | Roger, Carla, Vanessa (Conduttore del Zapping Zone) & High School Musical: El Desafío (Messico) |